# No culpis el karma del que et passa per gilipolles
No culpis el karma del que et passa per gilipolles (títol original en castellà: No culpes al karma de lo que te pasa por gilipollas) és una pel·lícula dirigida per Maria Ripoll i protagonitzada per Verónica Echegui, Àlex García Fernández i David Verdaguer. És una adaptació de la novel·la homònima de Laura Norton. Ha estat doblada al català.

## Argument
Sara, una jove madrilenya que culpa el karma de la seva mala sort decideix convertir-se en plomissa. Però la seva vida es torna un caos quan, en la mateixa setmana, arriben al seu pis el seu pare acabat de separar i deprimit, el seu xicot al qual fa un any que no veu, un amic del seu xicot i la seva germana al costat del seu promès Aaron, que va ser el seu amor de l'institut.

## Repartiment
- Verónica Echegui en el paper de Sara.
- Lucía Caraballo en el paper de Sara en la seva adolescència.
- Àlex García Fernández en el paper d'Aaron.
- Iván Montes en el paper d'Aaron en la seva adolescència.
- Alba Galotxa en el paper de Lu.
- David Verdaguer en el paper de Roberto.
- Jordi Sánchez en el paper d'Arturo.
- James Williams en el paper d'Eric.
- Elvira Mínguez en el paper d'Úrsula.
- Cecilia Freire en el paper d'Inma.
- César Maroto en el paper d'Ismael.
- Elena Coronel en el paper d'una actriu.
- Denisse Peña en el paper d'una fan.
- Uma Karina en el paper d'una fan.
- Sara Serra en el paper d'una fan.
- Mar del Corral en el paper d'una noia a la festa.
- Ondina Maldonado en el paper de la noia jove amb llacet.
- Unai Càceres en el paper d'Unai.
- Cristina Rodríguez en el paper d'ella mateixa.
- Carlos Wu en el paper del cirurgià.
- Isabela en el paper d'una interna.
- Elvira Arce en el paper de la senyora de la botiga.
- Joan Alén en el paper d'un jove.
- Verónica Goya en el paper d'una jove.

## Premis i nominacions
- Nominada al Millor disseny de vestuari dels Premis Goya de 2016 per a Cristina Rodríguez.